# Daniel Silva
Daniel Silva (Michigan, 1960. december 16. –) amerikai bestseller író. Könyvei több mint 30 országban jelentek meg.

## Élete
1960-ban született az amerikai Michigan államban. Kaliforniában nőtt fel, ahol nemzetközi kapcsolatokból diplomázott.
Írói karrierjét újságíróként kezdte United Press Internationalnél Washingtonban. Később UPI Közel-Keleti tudósítójaként Kairóban dolgozott. Házasságkötése után, 1987-ben tért vissza Washingtonba, ahol CNN producere lett. 1997-ben adták ki első regényét (The unlikely spy), mely óriási siker lett, olyannyira hogy otthagyta a CNN produceri munkáját, hogy „főállású író” legyen.
További könyvei közül több is The New York Times Bestseller lett: A Moszad ügynöke és az oligarcha 2009-ben, A Moszad ügynöke és a Rembrandt ügy 2010-ben és A Moszad ügynöke és az európai terrorhullám 2011-ben.
Daniel Silva jelenleg is Washingtonban él feleségével, Jamie Gangellel és két gyermekükkel.

## Művei

### Önálló regények
1. Az időzített kém (eredeti cím: Unlikely Spy) (1996)

### Michael Osbourne könyvsorozat
1. Bűnjel (eredeti cím: The Mark of the Assassin)(1998)
2. The Marching Season (1999)

### Gabriel Allon könyvsorozat
| Sorszám | Magyar cím                                               | Eredeti cím          | Külföldi megjelenés | Magyar megjelenés                                                              |
| ------- | -------------------------------------------------------- | -------------------- | ------------------- | ------------------------------------------------------------------------------ |
| 1.      | A Moszad ügynöke, a gyilkolóművész / Hidegvérrel         | The Kill Artist      | 2000                | Hidegvérrel címmel 2001-ben A Moszad ügynöke, a gyilkolóművész címmel 2014-ben |
| 2.      | Az angol bérgyilkos                                      | The English Assassin | 2002                | 2002                                                                           |
| 3.      | A gyóntató                                               | The Confessor        | 2003                | 2004                                                                           |
| 4.      | Az utolsó esély                                          | A Death in Vienna    | 2004                | 2004                                                                           |
| 5.      | A bosszú                                                 | Prince of Fire       | 2005                | 2006                                                                           |
| 6.      | A Moszad ügynöke a Vatikánban / Hírvivő                  | The Messenger        | 2006                | A hírvivő címmel 2008-ban A Moszad ügynöke a Vatikánban címmel 2010-ben        |
| 7.      | A Moszad ügynöke                                         | The Secret Servant   | 2007                | 2010                                                                           |
| 8.      | A Moszad ügynöke Moszkvában                              | Moscow Rules         | 2008                | 2010                                                                           |
| 9.      | A Moszad ügynöke és az oligarcha                         | The Defector         | 2009                | 2011                                                                           |
| 10.     | A Moszad ügynöke és a Rembrandt-ügy                      | The Rembrandt Affair | 2010                | 2011                                                                           |
| 11.     | A Moszad ügynöke és az európai terrorhullám              | Portrait of a Spy    | 2011                | 2012                                                                           |
| 12.     | A Moszad ügynöke és a Caravaggio                         | The Fallen Angel     | 2012                | 2012                                                                           |
| 13.     | A Moszad ügynöke és az angol lány                        | The English Girl     | 2013                | 2013                                                                           |
| 14.     | A rablás – A Moszad ügynöke és az elrejtett vagyon       | The Heist            | 2014                | 2015                                                                           |
| 15.     | Az angol kém – A Moszad ügynöke és a királyi célpont     | The English Spy      | 2015                | 2016                                                                           |
| 16.     | A fekete özvegy – A Moszad ügynöke és az időzített bomba | The Black Widow      | 2016                | 2017                                                                           |
| 17.     | Kémek háza                                               | House of Spies       | 2017                | 2018.09.28.                                                                    |
| 18.     | A másik nő                                               | The Other Woman      | 2018                | 2019                                                                           |
| 19.     | Az új lány                                               | The New Girl         | 2019                | 2020                                                                           |
| 20.     | A Rend                                                   | The Order            | 2020                | 2021                                                                           |
| 21.     | A csellista                                              | The Cellist          | 2021                | 2022.09. 09.                                                                   |

## Magyarul
- Az időzített kém; ford. Szabó Ervin; JLX, Budapest, 1997
- Bűnjel; ford. Süle Gábor; JLX, Budapest, 1998
- A Medúza-effektus; ford. Tótfalusi István et al.; Reader's Digest, Budapest, 1998 (Reader's Digest válogatott könyvek)
- Hidegvérrel; ford. Marthy Barna; Jokerex, Budapest, 2001
  - (A Moszad ügynöke, a gyilkolóművész címen is)
- Az angol bérgyilkos; ford. Süle Gábor; Jokerex, Budapest, 2002
- Utolsó esély; ford. Reichenberger Andrea; Jokerex, Budapest, 2004
- A gyóntató; ford. Zsembery Péter; Jokerex, Budapest, 2004
- A bosszú; ford. Reichenberger Andrea; Jokerex, Budapest, 2006
- A Moszad ügynöke; ford. László Nóra; Ulpius-ház, Budapest, 2010
- A Moszad ügynöke és az oligarcha; ford. Hargitai Iván; Ulpius-ház, Budapest, 2010
- A Moszad ügynöke a Vatikánban; ford. Darvas Eszter; Ulpius-ház, Budapest, 2010
- A Moszad ügynöke Moszkvában; ford. Darvas Eszter; Ulpius-ház, Budapest, 2010
- A Moszad ügynöke és az európai terrorhullám; ford. Tóth Attila; Ulpius-ház, Budapest, 2011
- A Moszad ügynöke és a Rembrandt-ügy; ford. Tóth Attila; Ulpius-ház, Budapest, 2011
- A Moszad ügynöke és a Caravaggio; ford. Tóth Attila; Ulpius-ház, Budapest, 2012
- A Moszad ügynöke és az angol lány; ford. Tóth Attila; Ulpius-ház, Budapest, 2013
- A Moszad ügynöke, a gyilkolóművész; ford. Tóth Attila; Ulpius-ház, Budapest, 2014
  - (Hidegvérrel címen is)
- A rablás; A Moszad ügynöke és az elrejtett vagyon; ford. Zinner Judit; Harlequin, Budapest, 2015 (A New York Times sikerszerzője)
- Az angol kém; A Moszad ügynöke és a királyi célpont; ford. Zinner Judit; Harlequin, Budapest, 2016 (A New York Times sikerszerzője. Krimi)
- A fekete özvegy; A Moszad ügynöke és az időzített bomba; ford. Zinner Judit; HarperCollins, Budapest, 2017 (A New York Times sikerszerzője. Krimi)
- Kémek háza; ford. Zinner Judit; HarperCollins, Budapest, 2018 (A New York Times sikerszerzője. Krimi)
- A másik nő; ford. Zinner Judit; Vinton Kiadó, Budapest, 2019 (A New York Times sikerszerzője. Krimi)
- Az új lány; ford. Zinner Judit; Vinton Kiadó, Budapest, 2020
- A rend (Gabriel Alon, 20.); ford. Zinner Judit; Vinton kiadó, Budapest, 2021 (A New York Times sikerszerzője. Krimi)
- A csellista; ford. Zinner Judit; Vinton, Budapest, 2022 (A The New York Times sikerszerzője. Krimi)
- Az ismeretlen nő portréja; Vinton, Budapest, 2023 (A The New York Times sikerszerzője. Krimi)
- A gyűjtő. A legújabb Gabriel Allon-thriller; ; Vinton, Budapest, 2024 (A The New York Times sikerszerzője. Krimi)

## Fordítás
- Ez a szócikk részben vagy egészben  a   Daniel Silva című angol Wikipédia-szócikk fordításán alapul.  Az eredeti cikk szerkesztőit annak laptörténete sorolja fel. Ez a jelzés csupán a megfogalmazás eredetét és a szerzői jogokat jelzi, nem szolgál a cikkben szereplő információk forrásmegjelöléseként.